# لوجیسیم
لوجیسیم (به انگلیسی: Logisim) یک نرم‌افزار شبیه‌ساز منطقی است که یک رابط گرافیکی برای طراحی مدارهای منطقی در اختیار کاربر قرار می‌دهد. این برنامه تحت پروانه عمومی همگانی گنو عرضه شده‌است. این برنامه بر روی سیستم‌عامل‌های مختلفی مانند فری‌بی‌اس‌دی، لینوکس، مایکروسافت ویندوز و مک اواس اجرا می‌شود. لوجیسیم به‌طور کامل به زبان برنامه‌نویسی جاوا و با استفاده کتابخانه سویینگ نوشته شده‌است. کارل بارچ توسعه دهنده اصلی این برنامه، کار بر روی این برنامه را از سال ۲۰۰۱ شروع کرده‌است. این برنامه بیشتر توسط دانشجویان رشته علوم رایانه برای طراحی و آزمایش مدارهای منطقی مورد استفاده قرار می‌گیرد. برخلاف دیگر برنامه‌های شبیه‌سازی، لوجیسیم به کاربر اجازه می‌دهد مدار را در حین شبیه‌سازی ویرایش کند. این برنامه بیشتر برای مقاصد آموزشی طراحی شده‌است.